# 50-es busz (Pécs)

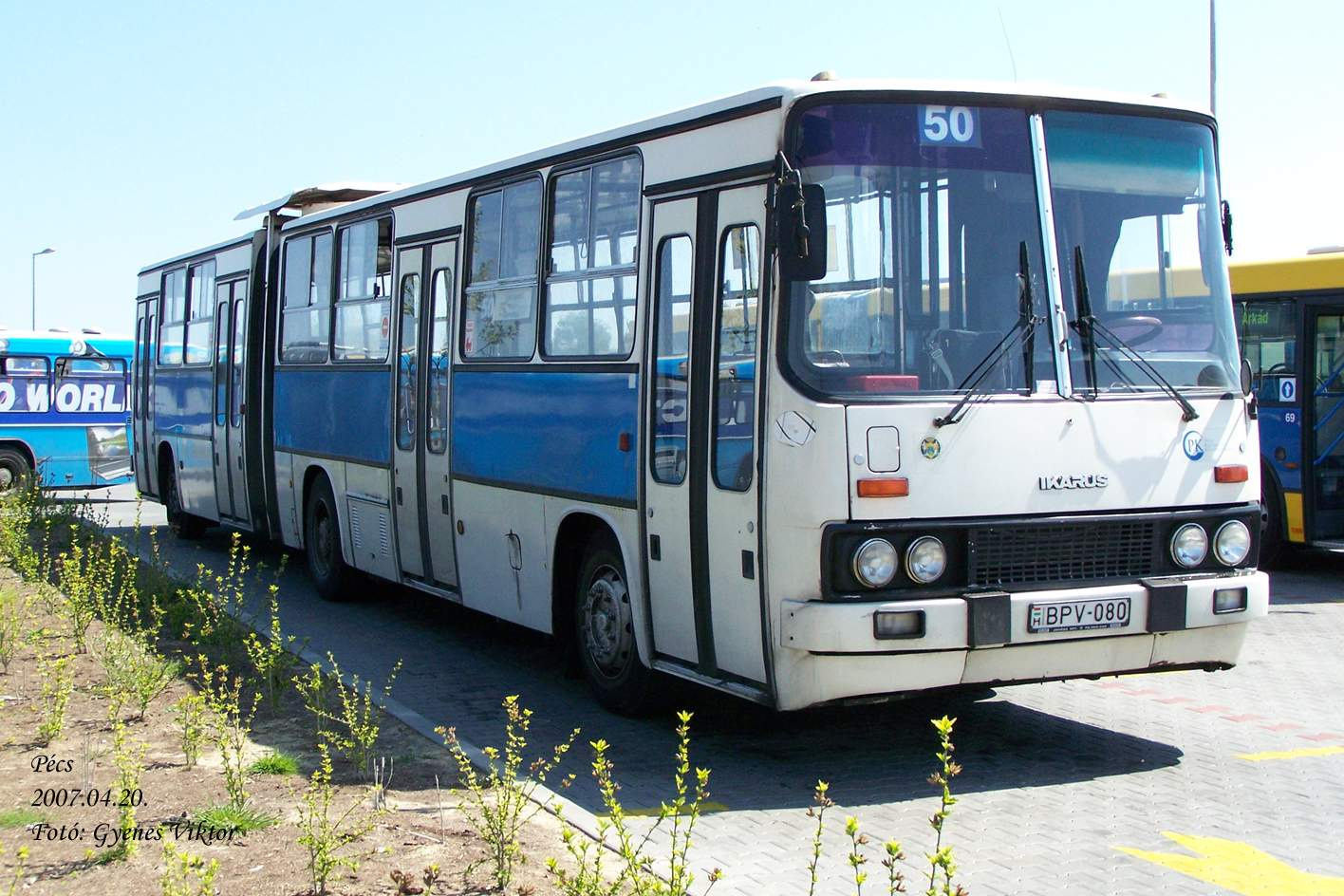
Ikarus 280-as busz 2007-ben a vonalon

A pécsi 50-es jelzésű autóbusz a Megyer és a Belváros között közlekedett. A Főpályaudvarról elindulva rögtön a távolsági autóbusz-állomásnál állt meg, majd Kertváros felé vette az irányt, érintette a régi kertvárosi részt, és az 1-es járathoz hasonlóan (csak épp ellentétesen) körbejárta a megyeri lakótelepet. Jellemzően nem nagy forgalmat bonyolított le, éppen ezért délután csak fél óránként közlekedett. A járat 40 perc alatt tette meg a 14,2 km-es hurkot.
A nap elején közlekedik két járat 50A jelzéssel a Csontváry utcától, a nap végén pedig a Sztárai Mihály úttól szintén egy csonkajárat a Főpályaudvarig.

## Története
Az 50-es járat elődje 1966. május 8-án indult, számozás nélkül, próbajáratként. A Kossuth térről az új vásártérre vásári napokon járt, amely 1966. október 1-jétől rendszeres járatként 39/A jelzéssel közlekedett. 1976. augusztus 22-től a járat új végállomásra költözött, amely Maléter Pál út 1. házszám alatt volt található. Innen 39/A jelzéssel közlekedett a Vásártér érintésével a bőrgyárig, ahol is lekanyarodott a felüljáróról, és a vásárcsarnok érintésével elérte a Kossuth téri végállomását. 1985. november 1-jén, mikor is végleg bezárták a Kossuth téri végállomást, a járatból hurokjárat lett.  1987. január 1-jétől új számozási rendszer keretén belül kapta napjainkban is használt 50-es jelzését. 2006. szeptember 1-jétől a járat végállomása a Sztárai Mihály úton található összevont Kertváros végállomásra került. 2009. június 16-tól az 50-es járatok indulóállomása megváltozott, a Főpályaudvarra került át, és Megyerben jár hurkot.
2013. szeptemberétől hétvégénként a 130-as járat helyettesítette (nagyjából az 50-es és a 30-as összekapcsolásával), 2014. február 1-től a 130-as, a Főpályaudvar és Vásártér között közlekedő 130A és a 60Y járatok közlekednek az 50-es helyett.

## Útvonala
| Főpályaudvar, Indóház tér – Vasút utca – Kálvin János utca – Bajcsy-Zsilinszky utca – Nagy Lajos Király útja – Siklósi út – Táncsics Mihály út – Móra Ferenc utca – Nagy Imre út – Aidinger János út – Maléter Pál út – Nagy Imre út – Móra Ferenc utca – Táncsics Mihály út – Siklósi út – Nagy Lajos Király útja – Bajcsy-Zsilinszky utca – Kálvin János utca – Vasút utca – Főpályaudvar, Indóház tér |

## Megállóhelyei
| 50 (Főpályaudvar → Kertváros → Főpályaudvar) |                         | |                                                           |
| Perc (↓)                                     | Megállóhely             | Átszállási kapcsolatok a járat megszűnésekor                                                        | Létesítmények                                             |
| 0                                            | Főpályaudvar végállomás | | Vasútállomás, MÁV Területi Igazgatósága, Autóbusz-állomás |
| 3                                            | Árkád, autóbusz-állomás | 21, 41, 42, 44                                                                                      | Árkád, Távolsági autóbusz-állomás                         |
| 5                                            | Bőrgyár                 | 3, 6, 7, 41, 42, 60, 71, 72, 161, 162                                                               | Bőrgyár, Pannon Volán telephely                           |
| 7                                            | Bimbó utca              | |                                                           |
| 8                                            | Szilva utca             | | Elcoteq                                                   |
| 9                                            | Gyulai Pál utca         | | Hauni                                                     |
| 11                                           | Vásártér, Pécs Plaza    | 1, 55, 55Y                                                                                          | Pécs Plaza, Vásártér                                      |
| 12                                           | Nagy Imre út            | 1, 3, 55, 55Y                                                                                       |                                                           |
| 14                                           | Sarolta utca            | 1, 3, 55, 55Y                                                                                       |                                                           |
| 15                                           | Várkonyi Nándor utca    | 1, 3, 6, 55, 60, 89, 89A, 161                                                                       |                                                           |
| 17                                           | Csontváry utca          | 1, 3, 6, 55, 60, 61, 61Y, 62, 63, 63Y, 71, 72, 89, 89A, 161, 162                                    | Apáczai Csere János Nevelési Központ                      |
| 19                                           | Sztárai Mihály út       | 1, 7, 55Y, 60, 71, 72, 162                                                                          | Árpád Fejedelem Gimnázium és Általános Iskola             |
| 20                                           | Aidinger János utca     | 1, 7, 55Y, 60, 71, 72, 162                                                                          |                                                           |
| 22                                           | Krisztina tér           | 1, 6, 55Y, 60, 89, 89A, 161                                                                         |                                                           |
| 24                                           | Sarolta utca            | 1, 3, 55, 55Y, 103                                                                                  |                                                           |
| 25                                           | Nagy Imre út            | 1, 3, 55, 55Y, 103                                                                                  |                                                           |
| 27                                           | Móra Ferenc utca        | 1, 55, 55Y                                                                                          | Vásártér, Pécs Plaza                                      |
| 28                                           | Gyulai Pál utca         | | Hauni                                                     |
| 29                                           | Szilva utca             | | Elcoteq                                                   |
| 30                                           | Bimbó utca              | |                                                           |
| 33                                           | Bőrgyár                 | 3, 6, 7, 41, 42, 60, 71, 72, 161, 162                                                               | Bőrgyár, Pannon Volán telephely                           |
| 36                                           | Árkád, autóbusz-állomás | 21, 41, 42, 44                                                                                      | Árkád, Távolsági autóbusz-állomás                         |
| 39                                           | Főpályaudvar végállomás | 3, 4, 6, 7, 30, 31, 31A, 32, 33, 34, 35, 35A, 36, 37, 38, 38A, 39, 40, 41, 42, 43, 71, 72, 161, 162 | Vasútállomás, MÁV Területi Igazgatósága, Autóbusz-állomás |

## Forrás, hasznos linkek
- A Tüke Busz Zrt. hivatalos oldala
- A PK Zrt. hivatalos oldala
- Menetrend
- Tüke Busz Zrt. menetrend
- Megnézheti, hol tartanak az 50-es buszok
- Pécs 50-es járat Főpályaudvar - Csontváry u. - Főpályaudvar. YouTube